# Heiderose Berroth

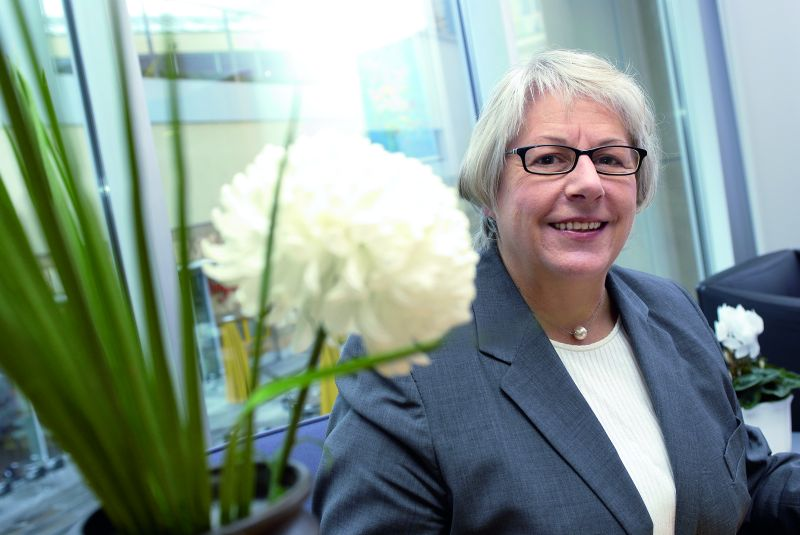
Heiderose Berroth, MdL (2009)

Heiderose Berroth (* 2. Juni 1947 in Stuttgart; † 13. September 2022) war eine deutsche Politikerin der FDP. Von 1996 bis 2011 war sie Abgeordnete des Landtages von Baden-Württemberg für den Wahlkreis Leonberg. Von 1999 bis 2019 gehörte sie dem Kreistag des Landkreises Böblingen an.

## Ausbildung, Familie und Beruf
Heiderose Berroth besuchte die Volksschule in Malmsheim und anschließend das Gymnasium in Weil der Stadt (1959–1962) und Stuttgart-Feuerbach (1962–1965). Nach einer Ausbildung zur Industriekauffrau folgte ein betriebswirtschaftliches Studium an den Universitäten Stuttgart und Würzburg, das sie 1973 mit dem Diplom abschloss.
Seit 1975 war sie selbstständige Unternehmensberaterin, insbesondere für Autohäuser und Tankstellen sowie Familienunternehmen in anderen Handwerksbereichen, und seit 1985 auf freiberuflicher Basis im Beratungsdienst für das Kfz-Gewerbe in Baden-Württemberg aktiv.
Heiderose Berroth war verheiratet und hatte zwei Söhne. Sie war evangelisch.

## Politische Tätigkeit
Berroth begann ihre politische Tätigkeit auf kommunaler Ebene. Sie war Gründerin der überparteilichen Wählerinitiative Frauen für Renningen (FfR) und hatte von 1992 bis 2004 deren Vorsitz inne, seit 2004 war sie Ehrenvorsitzende. Von 1994 bis 2001 und erneut von 2014 bis 2017 war sie für FfR Mitglied im Gemeinderat von Renningen.
1999 war Berroth Gründungsvorsitzende des Landesverbands der Liberalen Frauen Baden-Württemberg, turnusgemäß gab sie diese Position 2001 weiter. Sie war bis 2006 Mitglied im Bundesvorstand der Liberalen Frauen und blieb weiterhin Vertreterin der Liberalen Frauen im Landesfrauenrat Baden-Württemberg.
Von April 1996 bis März 2011 war Heiderose Berroth Mitglied der FDP/DVP-Fraktion im Landtag von Baden-Württemberg und unter anderem Sprecherin der Fraktion für Finanz- und Haushaltspolitik, Sport und Kultur. In der Enquete Fit fürs Leben in der Wissensgesellschaft – berufliche Schulen, Aus- und Weiterbildung aus dem Jahr 2011 war sie als ständiges Mitglied Obfrau der Fraktion. Sie war finanz-, sport- und kulturpolitische Sprecherin ihrer Fraktion und Patenabgeordnete der Wahlkreise Karlsruhe Stadt, Freudenstadt und Landkreis Böblingen. Bei der Landtagswahl 2011 verfehlte sie den Wiedereinzug in den Landtag.
Im Zeitraum von 2005 bis 2009 war Heiderose Berroth stellvertretende Fraktionsvorsitzende und zusätzlich von 2006 bis 2009 Parlamentarische Geschäftsführerin der Fraktion. Während der 13. Legislaturperiode war sie Mitglied in den Ausschüssen für Umwelt und Verkehr sowie dem Untersuchungsausschuss zur Atomaufsicht. Zu ihrem Zuständigkeitsbereich gehörten Umwelt und Verkehr, Kultur- und Frauenpolitik. Von 1996 bis 2001 (12. Legislaturperiode) übernahm sie das Amt der bildungspolitischen Sprecherin der Fraktion und wirkte als stellvertretendes Mitglied in der Demografie-Enquete und der Jugend-Enquete mit. Während dieser Zeit setzte sie sich aktiv für die Einführung des Platzverweises bei häuslicher Gewalt ein und engagierte sich im Bereich der Privatschulfinanzierung.
Von 1999 bis 2019 war Heiderose Berroth Mitglied des Kreistages Böblingen und dort seit 2009 Vorsitzende der FDP-Fraktion. Berroth wurde 1992 Mitglied im Kreisvorstandes der FDP in Böblingen und war von 1998 bis 2002 Kreisvorsitzende. Von 2001 bis 2006 gehörte sie als Beisitzerin dem FDP-Landesvorstand an. Im gleichen Zeitraum war der heutige Böblinger Kreisvorsitzende und Bundestagsabgeordnete Florian Toncar ihr Zweitkandidat für das Landtagsmandat.
Mitte der 1990er-Jahre prägte sie die mittlerweile bundesweit geläufigen Begriffe des Bürokratiekosten-TÜVs und Schuldenstopps im Zusammenhang mit der Staatsverschuldung.

## Mitgliedschaften und Ehrenämter
- Mitglied im Finanzausschuss des Landtages von Baden-Württemberg
- Mitglied im Ausschuss für Schule, Jugend und Sport des Landtages von Baden-Württemberg
- Stellvertretendes Mitglied im Ausschuss für Wissenschaft, Forschung und Kunst des Landtages von Baden-Württemberg
- Stellvertretendes Mitglied im Innenausschuss des Landtages von Baden-Württemberg
- Stellvertretendes Mitglied im Sozialausschuss des Landtages von Baden-Württemberg
- Stellvertretendes Mitglied im Petitionsausschuss des Landtages von Baden-Württemberg
- Mitglied der Enquete Fit fürs Leben in der Wissensgesellschaft – berufliche Schulen, Aus- und Weiterbildung
- Mitglied des Beirats für den Schülerwettbewerb den die Landeszentrale für politische Bildung Baden-Württemberg im Auftrag des Landtags von Baden-Württemberg durchführt.
- Stellvertretende Vorsitzende des Beirats der Kunststiftung Baden-Württemberg
- Mitglied des Kuratoriums und des Beirats der Stiftung Akademie Schloss Solitude
- Mitglied des Kuratoriums der Internationalen Bachakademie
- Mitglied des Kuratoriums der Landesakademie des Handwerks
- Mitglied des Kuratoriums und Ausschuss der Stiftung Theaterhaus Stuttgart
- Mitglied des Kuratoriums der Staatlichen Toto-Lotto GmbH Baden-Württemberg
- Mitglied im Zweckverband Flugfeld Böblingen-Sindelfingen
- Ehrenvorsitzende der überparteilichen Wählerinitiative Frauen für Renningen